# 王檄
王 檄（おう げき、ワン・シー、1984年1月9日 - ）は、中国の囲碁棋士。河南省出身、中国囲棋協会所属、九段。テレビ囲碁アジア選手権戦優勝、三星火災杯世界オープン戦準優勝など。古力らとともに「6小虎組」の一人。

## 経歴
開封に生まれ、4歳で碁を覚える。8歳で専門チームに入り、1997年13歳で入段、国家集中訓練隊に選ばれる。1999年に国家少年隊選抜戦で1位。2004年新人王戦準優勝、五段。同年、三星火災杯世界オープン戦決勝で李世乭に0-2で準優勝、小虎世代の棋士として最初に世界棋戦優勝に近づく。2003、04年にCSK杯囲碁アジア対抗戦に出場、04年は3連勝を飾る。2006年、リコー杯決勝で常昊を破って初タイトル。同年、テレビ囲碁アジア選手権戦の決勝で李昌鎬を破って優勝し、規定により五段から九段へ昇段。同年全国囲棋個人戦優勝。2007年に農心杯で3人抜きを達成、2012年にも3人抜き、2014年には4人抜き。
中国棋士ランキングでは、2004年に8位、06、09年に5位、2013年3位。甲級リーグでは平頂山、重慶に所属、2001年、03年にはともに16勝6敗の成績で勝率5位、2012年17勝5敗、2013年16勝6敗と2年連続最多勝で重慶優勝に貢献した。

### タイトル歴
国際棋戦
- テレビ囲碁アジア選手権戦 2006年

国内棋戦
- リコー杯囲棋戦 2006年
- 全国囲棋個人戦 2006年
- 倡棋杯中国プロ囲棋選手権戦 2009年
- 西南王戦 2010年
- 中信銀行杯電視囲棋快棋戦 2013年

### 他の棋歴
国際棋戦
- 三星火災杯世界オープン戦 準優勝 2004年、ベスト8 2009年
- テレビ囲碁アジア選手権戦 ベスト4 2013年
- Mlily夢百合杯世界囲碁オープン戦 ベスト4 2013年（1-2 羋昱廷）
- 世界囲碁選手権富士通杯 ベスト8 2005、07年
- 春蘭杯世界囲碁選手権戦 ベスト8 2011年
- CSK杯囲碁アジア対抗戦
  - 2003年 0-3（×宋泰坤、×王立誠、×山下敬吾）
  - 2004年 3-0（○羽根直樹、○周俊勲、○劉昌赫）
- 農心辛ラーメン杯世界囲碁最強戦
  - 第6回2005年 0-1（×李昌鎬）
  - 第9回2007年 3-1（○洪旼杓、○河野臨、○趙漢乗、×山田規三生）
  - 第12回2010年 0-1（×李世乭）
  - 第14回2012年 3-1（○富士田明彦、○金志錫、○安斎伸彰、×崔哲瀚）
  - 第16回2014年 4-1（○姜東潤、○村川大介、○安成浚、○河野臨、×朴廷桓）
- スポーツアコードワールドマインドゲームズ 2013年男子団体戦銀メダル

国内棋戦
- 新人王戦 準優勝 2004年
- リコー杯囲棋戦 準優勝 2005年
- 招商銀行杯中国囲棋電視快棋戦 準優勝 2006年
- 西南王戦 準優勝 2006年
- リコー杯囲棋混双戦 優勝 2008年（李赫とペア）
- 竜星戦 準優勝 2010年
- 全国智力運動会 2009年団体戦2位（重慶）、2011年団体戦2位（重慶）・男子個人戦5位
- 中国囲棋甲級リーグ戦
  - 1999年（平頂山煤集団、4位）3-3
  - 2000年（平頂山煤集団、8位）6-13
  - 2001年（平頂山煤集団、9位）16-6
  - 2002年（中安报平煤）12位）14-8
  - 2003年（重慶建設摩托、1位）16-6
  - 2004年（重慶建設摩托、3位）13-8
  - 2005年（重慶建設摩托、4位）15-7
  - 2006年（重慶冷酸魂、1位）14-8
  - 2007年（重慶冷酸魂、8位）13-9
  - 2008年（重慶冷酸魂、1位）14-8
  - 2009年（重慶冷酸魂、3位）14-8
  - 2010年（重慶冷酸魂）14-8
  - 2011年（重慶冷酸魂）13-9
  - 2012年（重慶冷酸魂、1位）17-5（最多勝）
  - 2013年（重慶銀行、1位）16-6（最多勝）
  - 2014年（重慶銀行）11-9
- 弘通杯国家囲棋隊勝抜戦 2013年 1-1（○黄雲嵩、×李欽誠）